# Гембицкие
Гембицкие (пол. Gembicki, Gembiccy) — шляхетский и графский род герба «Наленч».

## Происхождение и история рода
Ветвь древнего рода Чарыковских. Известен Лаврентий Гембицкий (ум. в 1624) - королевский секретарь, посол Сигизмунда III к Папе Клименту VIII и архиепископом Гнезненским. 
Примасом Польши Гембицкие занесены в родословные книги дворян Царства Польского.

## Представители рода
- Гембицкий, Евгений Владиславович — д.м.н., профессор, чл.-корр АМН СССР
- Гембицкий, Пётр:[править]  -  Гембицкий, Пётр (1585—1657) — епископ Перемышля и епископ Кракова
  -  Гембицкий, Пётр Варфоломеевич — Георгиевский кавалер; полковник; 22 мая 1915.
- Гембицкий, Ибрагим Рафаилович (1900—1974) — советский график, работавший в технике ксилографии и цветной линогравюры.
- Гембицкий, Зиновий, Константинович — Георгиевский кавалер; поручик; 25 апреля 1915.
- Гембицкий, Лаврентий (1559—1624) — римско-католический и государственный деятель Речи Посполитой, епископ хелминский (1600—1610) и куявский (1610—1616), архиепископ гнезненский и примас Польши (1616—1624), подканцлер коронный (1607—1609), канцлер великий коронный (1609—1613), секретарь великий коронный (с 1595 года).